# Arp (Texas)
Arp es una ciudad ubicada en el condado de Smith en el estado estadounidense de Texas. En el Censo de 2010 tenía una población de 970 habitantes y una densidad poblacional de 142,02 personas por km².

## Geografía
Arp se encuentra ubicada en las coordenadas 32°13′34″N 95°3′9″O / 32.22611, -95.05250. Según la Oficina del Censo de los Estados Unidos, Arp tiene una superficie total de 6.83 km², de la cual 6.78 km² corresponden a tierra firme y (0.76%) 0.05 km² es agua.

## Demografía
Según el censo de 2010, había 970 personas residiendo en Arp. La densidad de población era de 142,02 hab./km². De los 970 habitantes, Arp estaba compuesto por el 91.44% blancos, el 4.33% eran afroamericanos, el 0.82% eran amerindios, el 0.31% eran asiáticos, el 0% eran isleños del Pacífico, el 1.55% eran de otras razas y el 1.55% pertenecían a dos o más razas. Del total de la población el 6.19% eran hispanos o latinos de cualquier raza.